# Marek Kusto
Marek Andrzej Kusto (Bochnia, Polonia, 29 de abril de 1954) es un exjugador y exentrenador de fútbol polaco. En su etapa como jugador profesional se desempeñaba como delantero.

## Selección nacional
Fue internacional con la selección polaca en 19 ocasiones y convirtió 3 goles. Participó en tres Copas del Mundo, finalizando en tercer lugar en 1974 (sin jugar ningún partido) y 1982.

### Participaciones en Copas del Mundo
| Mundial                        | Sede             | Resultado    | Partidos | Goles |
| ------------------------------ | ---------------- | ------------ | -------- | ----- |
| Copa Mundial de Fútbol de 1974 | Alemania Federal | Tercer lugar | 0        | 0     |
| Copa Mundial de Fútbol de 1978 | Argentina        | Segunda fase | 0        | 0     |
| Copa Mundial de Fútbol de 1982 | España           | Tercer lugar | 3        | 0     |

## Equipos

### Como jugador
| Equipo            | País    | Año       |
| ----------------- | ------- | --------- |
| Wawel Cracovia    | Polonia | 1971-1972 |
| Wisła Cracovia    | Polonia | 1972-1977 |
| Legia de Varsovia | Polonia | 1977-1982 |
| KSK Beveren       | Bélgica | 1982-1990 |
| KAV Dendermonde   | Bélgica | 1990-1991 |

### Como entrenador
| Equipo                         | País    | Año       |
| ------------------------------ | ------- | --------- |
| Wisła Cracovia                 | Polonia | 1993-1994 |
| Wisła Cracovia                 | Polonia | 1994      |
| Selección nacional (asistente) | Polonia | 1995-1996 |
| Huragan Waksmund               | Polonia | 1996-1997 |
| Wisła Cracovia                 | Polonia | 1999-2000 |
| Widzew Łódź                    | Polonia | 2001      |
| Arka Gdynia                    | Polonia | 2001-2003 |
| BKS Bochnia                    | Polonia | 2004-2005 |
| Zagłębie Lubin (asistente)     | Polonia | 2005-2006 |
| BKS Bochnia                    | Polonia | 2007      |
| MKS Limanovia                  | Polonia | 2008      |

## Palmarés

### Campeonatos nacionales
| Título               | Equipo            | País    | Año  |
| -------------------- | ----------------- | ------- | ---- |
| Copa de Polonia      | Legia de Varsovia | Polonia | 1980 |
| Copa de Polonia      | Legia de Varsovia | Polonia | 1981 |
| Copa de Bélgica      | KSK Beveren       | Bélgica | 1983 |
| Division 1           | KSK Beveren       | Bélgica | 1984 |
| Supercopa de Bélgica | KSK Beveren       | Bélgica | 1984 |